# Meristodonoides
Meristodonoides (лат.) — вымерший род хрящевых рыб из семейства гибодонтид отряда гибодонтообразных. Типовым является вид M. rajkovichi, который изначально относили к роду гибодус. Этот вид, наряду с другими видами гибодуса, такими как H. butleri и H. montanensis, был отнесён к Meristodonoides Чарли Дж. Андервудом и Стивеном Л. Камбаа в 2010 году.

## Распространение
Обитал на территории современных Канады ,России,Великобритании, Франции, Швейцарии и Польши.

## Экология
Морфология зубов предполагает адаптацию к разрыванию добычи со специализацией на сдерживании быстро плавающей добычи, такой как мелкая рыба и кальмары.
Он предпочитал прибрежные морские среды, отсутствуя в более глубоководных районах, при этом он, вероятно, также мог переносить солоноватые и пресноводные условия. Ограничение Meristodonoides прибрежными местообитаниями в сочетании с его поздним появлением соответствует общему сокращению ниш, занимаемых гибодонтами на протяжении всего мелового периода, вероятно, из-за того, что их вытеснили ламнообразные акулы в открытых морских местообитаниях. Однако некоторые зубы Meristonoides также были обнаружены в глубоководных отложениях, представляющих открытые морские среды, таких как формация Нортумберленд в Канаде.

## Виды
- M. butleri
- M. montanensis
- M. novojerseyensis[9][10]
- M. rajkovichi